# Bersteland
Bersteland là một đô thị thuộc huyện Dahme-Spreewald, bang Brandenburg, Đức. Đô thị Bersteland có diện tích 29,31 km², dân số thời điểm 31 tháng 12 năm 2006 là 937 người.